# Brian Paul

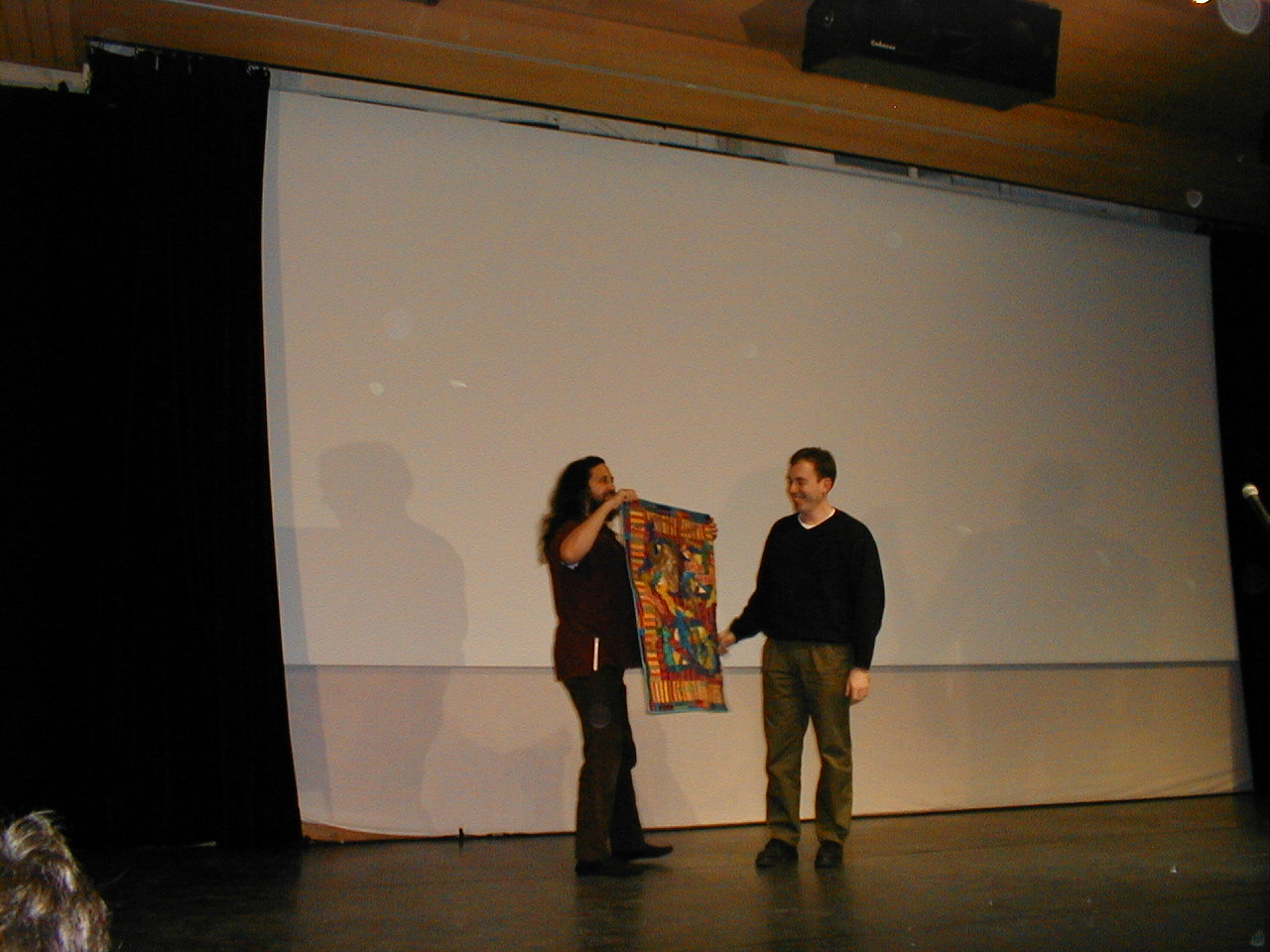
Brian Paul erhält den FSF Award for the Advancement of Free Software von Richard Stallman.

Brian Paul (* im 20. Jahrhundert) ist ein US-amerikanischer Programmierer und Initiator der Open-Source-Grafikbibliothek Mesa 3D. Nach dem Abschluss der High School in Stratford im Jahr 1986 studierte Brian Paul an der University of Wisconsin, an der er 1990 in Oshkosh als Bachelor und 1994 in Madison als Master in Computer Sciences (Informatik) abschloss. Er begann die Arbeit an diesem Projekt im August 1993 im Rahmen des SSEC Visualization Project an der University of Wisconsin.
2000 erhielt er den FSF Award und gründete im November 2001 Tungsten Graphics.